# サンカルプ・レッディ
サンカルプ・レッディ（Sankalp Reddy、1987年5月31日 - ）は、インドの映画監督、脚本家。テルグ語映画、ボリウッドで活動している。第三次印パ戦争におけるパキスタン海軍潜水艦「ディアブロ」の沈没事件を題材に、インド海軍潜水艦「カランジ」の戦いを描いた『インパクト・クラッシュ』で監督デビューした。

## 生い立ち
ハイデラバード出身。家族はランガ・レッディ県イブラーヒームパトナムの出身だった。ハイデラバードのCVRカレッジ・オブ・エンジニアリングで工学を学び、2006年に卒業する。卒業後はオーストラリア・ブリスベンのグリフィス大学に進学してMBAを取得しようとするが中退し、同国最高の美術学校であるグリフィス映画学校に進学し、2009年にMFAを取得する。

## キャリア
インフォシスでソフトウェアエンジニアとして半年間働いた後、オーストラリアで高等教育を受ける。商業映画デビューする前に短編映画を4本製作しており、それらはiPhoneで撮影されている。その後、アニマティック会社「Krystal 3C」を設立し、『インパクト・クラッシュ』製作の際にアニマティックを提供している。サンカルプは自身が執筆した『The Blue Fish』を映画用の脚本に手直しして同作の脚本に採用した。同作はジャグラン映画祭で上映され、第65回国家映画賞でテルグ語長編映画賞を受賞した。2018年にはヴァルン・テージを主役に起用して『Antariksham 9000 KMPH』を製作した。

## フィルモグラフィ
- インパクト・クラッシュ（2017年） - 監督、脚本
- Antariksham 9000 KMPH（2018年） - 監督、脚本
- 情熱のアンソロジー（英語版）（2021年） - 監督、脚本